# Donkey Kong (jeu vidéo, 1994)
Pour les articles homonymes, voir Donkey Kong.
Donkey Kong (ドンキーコング, Donkī Kongu) est un jeu vidéo de plates-formes et de réflexion sorti en 1994 sur Game Boy. Le jeu a été développé par Nintendo EAD et édité par Nintendo. Il est compatible avec les améliorations qu'offre le Super Game Boy, accessoire permettant de jouer aux jeux Game Boy sur Super Nintendo. Il a inspiré la série de jeux lancée par Mario vs. Donkey Kong sur Game Boy Advance.

## Système de jeu
Donkey Kong est un jeu de plates-formes et de réflexion mettant en scène Mario, qui doit sauver Pauline, capturée par Donkey Kong. Il s'agit du successeur spirituel de Donkey Kong, sorti en arcade en 1981, dont les quatre premiers niveaux sont repris dans ce jeu.
Le jeu se décompose en plusieurs niveaux qui s'enchainent de façon linéaire ; ils sont regroupés en thèmes (Égypte, jungle, etc.) : chaque thème compte un nombre de niveaux multiple de 4. Ces groupes sont composés de 3 niveaux « à clef » et d'une rencontre avec Donkey Kong (la manière de passer ces niveaux de rencontre dépend de leur position dans le thème).
On a donc 3 types de niveaux :
- Les niveaux « à clef » : le but est de récupérer une clef et de l'apporter jusqu'à une porte ;
- Les rencontres avec Donkey Kong à la fin d'un thème : le but est de donner 3 coups à Donkey en lui lançant des objets ;
- Les autres rencontres avec Donkey Kong : le but est de rejoindre Pauline, ce qui pousse la némésis de Mario à s'enfuir au niveau suivant avec la damoiselle sous le bras.

À chaque fin d'un groupe de quatre niveaux, une mini-animation montrant Mario à la poursuite de Donkey et Pauline se déclenche. Il est important de les regarder, car chacune d'elles présente un nouvel élément de gameplay qui va se rajouter dans les niveaux suivants (par exemple, à la fin des quatre premiers niveaux, on voit Donkey fuir par une porte et la refermer derrière lui. Une clé tombe alors du ciel. Mario la ramasse et s'en sert pour ouvrir la porte.)
À chaque fin d'un monde, une mini-animation similaire se déclenche, pour montrer la transition entre les mondes (et les thèmes graphiques).
Mario peut marcher, s'accroupir, monter ou descendre des échelles et des cordes avec la croix directionnelle, faire des saltos avec des cordes horizontales et en diagonale. Avec le bouton A, il peut nager et effectuer plusieurs types de saut : une pression donne un saut simple, un saut simple lorsqu'il est accroupi lui fait faire un saut terminé en poirier qui lui permet d'arrêter un tonneau et/ou d'enchainer un saut plus haut qu'un saut simple et si on enchaine un troisième saut il est encore plus haut, la réception prendra un peu de temps pendant que Mario salue comme un gymnaste. Il est aussi possible de faire un salto arrière en changeant brusquement de direction juste avant de sauter ; c'est le saut le plus haut. Avec le bouton B, Mario peut manipuler les interrupteurs et attraper un élément sur lequel il est juché (une clef, un tonneau ou certains ennemis). Une nouvelle pression sur B alors que Mario tient un objet et il le lance, soit devant lui, soit vers le haut si la croix directionnelle est maintenue dans ce sens. Il est possible de monter sur certains ennemis pour s'en servir comme moyen de transport.
Il existe différents objets dans le jeu avec lesquels Mario interagit :
- Les clefs : il y en a une par niveau à clef. Si Mario ne la porte pas, la clef ne peut rester hors de son emplacement que quelques secondes ;
- Les interrupteurs qui actionnent des passerelles, des tapis roulant, des plates-formes mobiles, des ascenseurs, etc. Certains sont à deux positions, d'autres à trois positions (par exemple pour les ascenseurs : dans un sens, à l'arrêt, dans le sens inverse) ;
- Les cœurs 1UP, qui donnent une vie ;
- Les objets de Pauline (un sac, un parapluie et un chapeau - 1 de chaque par niveau) : quand on les ramasse tous dans un niveau, on participe à un petit jeu de réflexe qui permet de gagner des vies avant de passer au niveau suivant ;
- Les champignons qui font rétrécir Mario, ce qui lui permet de passer dans des endroits plus petits mais l'empêche de rien porter ou de grimper aux échelles ;
- Les icônes plateformes qui, lorsque Mario les touche, lui permettent de créer un trampoline, une échelle, un cube ou une plateforme (suivant l'icône) pour un temps limité signalé par une musique qui s'accélère. Il est possible de prolonger les éléments en les enchaînant successivement : chaque utilisation d'une nouvelle icône réinitialise le temps pour toutes celles déjà actives ;
- Les marteaux qui permettent pendant un temps limité à Mario d'écraser les ennemis devant lui et de casser des blocs spécifiques ; il y a deux versions du marteau : les simples qui ne servent qu'une fois et ceux qui se trouvent dans un cadre et qui réapparaissent.

Mario peut perdre une vie en se faisant écraser, électrocuter, brûler, blesser par un ennemi en le touchant (sauf certains qu'il peut soit monter en grimpant dessus, soit écraser en tombant dessus), assommer en tombant de suffisamment haut (s'il tombe d'un peu moins haut, il sera juste immobile quelques secondes) ou encore en n'ayant pas terminé le niveau avant la fin du temps imparti pour celui-ci (entre 100 et 300 secondes suivant les niveaux).
Il y a donc un temps limité pour chaque niveau. Le temps restant une fois un niveau terminé est comptabilisé pour le score (chaque seconde rapporte 100 points). De plus, après chaque rencontre avec Donkey Kong, la somme des temps restants des 4 niveaux précédents est divisée par 100 (arrondi par excès), ce qui donne un nombre de vies supplémentaires gagnées.
Mario peut stocker jusqu'à 99 vies. Le score monte suivant plusieurs paramètres :
- Du temps restant comme dit précédemment (100 points par seconde) ;
- 100 points lorsqu'on saute au-dessus d'un ennemi capable de blesser Mario (cela comprend aussi les objets en mouvement) ;
- 200 points pour chaque objet de Pauline ramassé ;
- 300 points quand on élimine un ennemi en lui lançant un objet dessus ;
- 500 points en éliminant un ennemi avec le marteau.

Le premier et le dernier thème sont à part : ils ne sont composés que de niveaux de rencontre avec Donkey Kong. Dans le premier thème, on peut ramasser un objet de Pauline dans chaque niveau (alors que d'habitude on ne peut le faire que dans les niveaux à clef) sans ouvrir de mini-jeu ; dans le dernier thème, après le dernier niveau, une ultime rencontre avec Donkey Kong se débloque. Ce niveau est complètement à part puisqu'il ne rentre pas dans un regroupement de 4 niveaux et qu'il n'est pas en temps limité. Donkey Kong devient énorme et alors qu'il ne faut que 3 coups pour en venir à bout habituellement, il en faudra là plus tandis que le comportement de Donkey Kong évolue au fur et mesure qu'il reçoit des coups.

## Améliorations du Super Game Boy
Ce jeu est un des rares profitant des améliorations de l'accessoire Super Game Boy pour la Super Nintendo. En effet, en insérant le jeu dans cet accessoire, le joueur peut profiter d'une bordure autour de l'écran de jeu Game Boy représentant la borne d'arcade originale Donkey Kong sur la télévision, mais surtout, le jeu est intégralement colorisé (par exemple, les arbres du monde de la jungle apparaissent en vert, l'eau est bleue ainsi que le ciel, l'avion est gris métallisé, la robe de Pauline est rose, etc.). Cependant, si le jeu est inséré dans une Game Boy Color, Advance, ou encore dans le Game Boy Player, la colorisation est celle que la Game Boy attribue au jeu par défaut (dominance de couleur rouge). De plus, la voix de Pauline est numérisée, on l'entend clairement crier « Help! » au lieu des effets sonores 8 bits sur une Game Boy simulant son cri. Également, la musique du générique de fin est identique en ce qui concerne sa mélodie, mais celle-ci est "instrumentalisée" grâce à la puce sonore de la Super Nintendo.